# ヴァプリオ・ダゴーニャ
ヴァプリオ・ダゴーニャ（伊: Vaprio d'Agogna）は、イタリア共和国ピエモンテ州ノヴァーラ県にある、人口約1,000人の基礎自治体（コムーネ）。

## 地理

### 位置・広がり
| 隣接するコムーネは以下の通り。 - バレンゴ - カヴァリエット - メッツォメリーコ - モーモ - オレッジョ - スーノ |